# آسیاب دیدگان
بقایای آسیاب دیدگان مربوط به سده‌های متاخر دوران‌های تاریخی پس از اسلام است و در شهرستان خرم بید، بخش مشهد مرغاب، ۵۰۰ متری جنوب جاده مشهد مرغاب به دهبید، نرسیده به دو راهی بوانات واقع شده و این اثر در تاریخ ۷ اسفند ۱۳۸۶ با شمارهٔ ثبت ۲۱۴۲۶ به‌عنوان یکی از آثار ملی ایران به ثبت رسیده است.